# 위험한 마음
《위험한 마음》는 JTBC의 프로그램이다. 대국민 프로젝트 ‘심리치유프로젝트 위험한 마음’ 은 위험한 마음의 소유자들을 만나 치유해 주는 교양 프로그램이다.

## 방송 시간
- 2013년 2월 20일 ~ 2013년 6월 30일 : 매주 수요일 저녁 9시 55분